# Petersen Automotive Museum

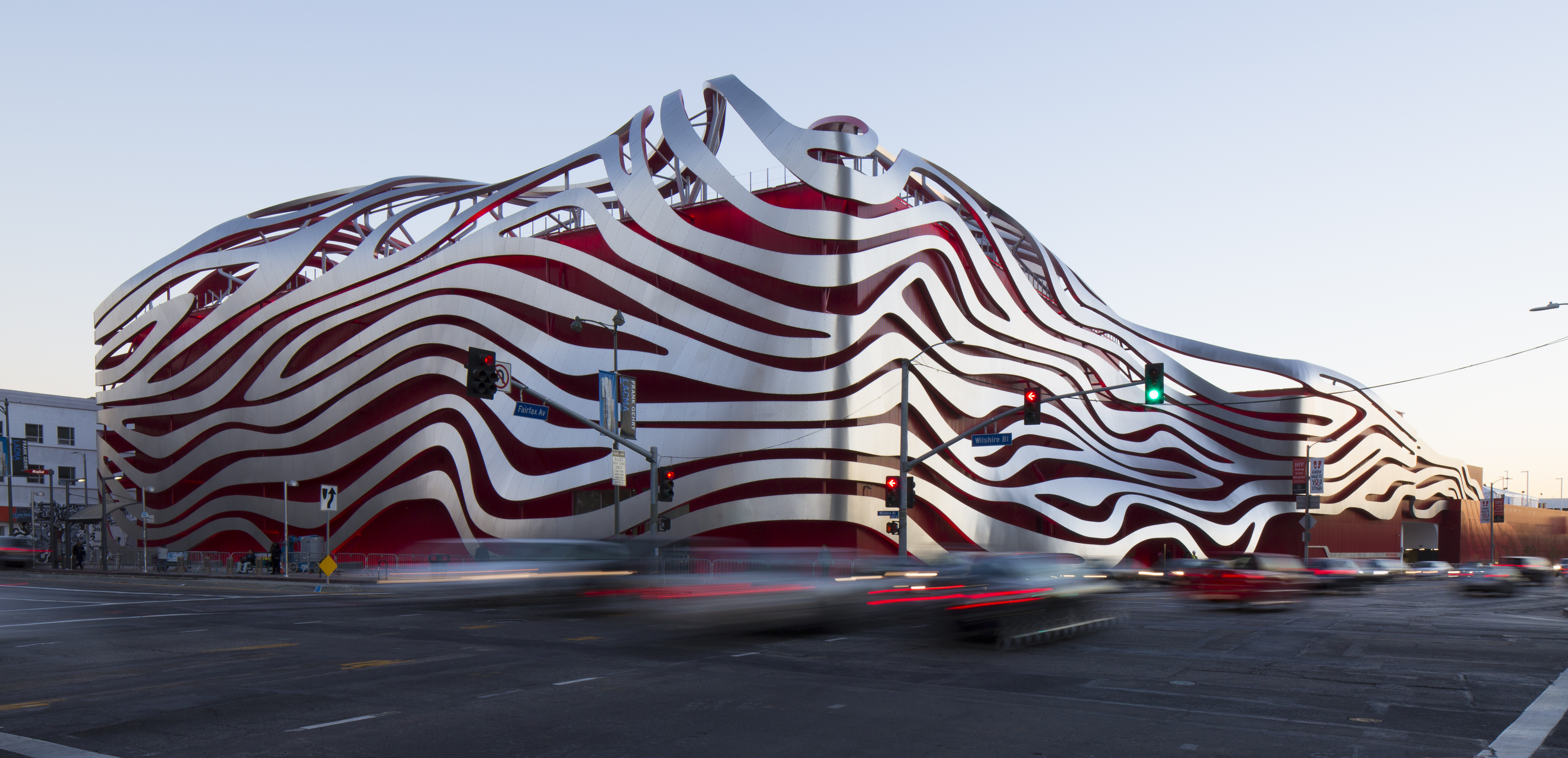
Petersen Automotive Museum 2015

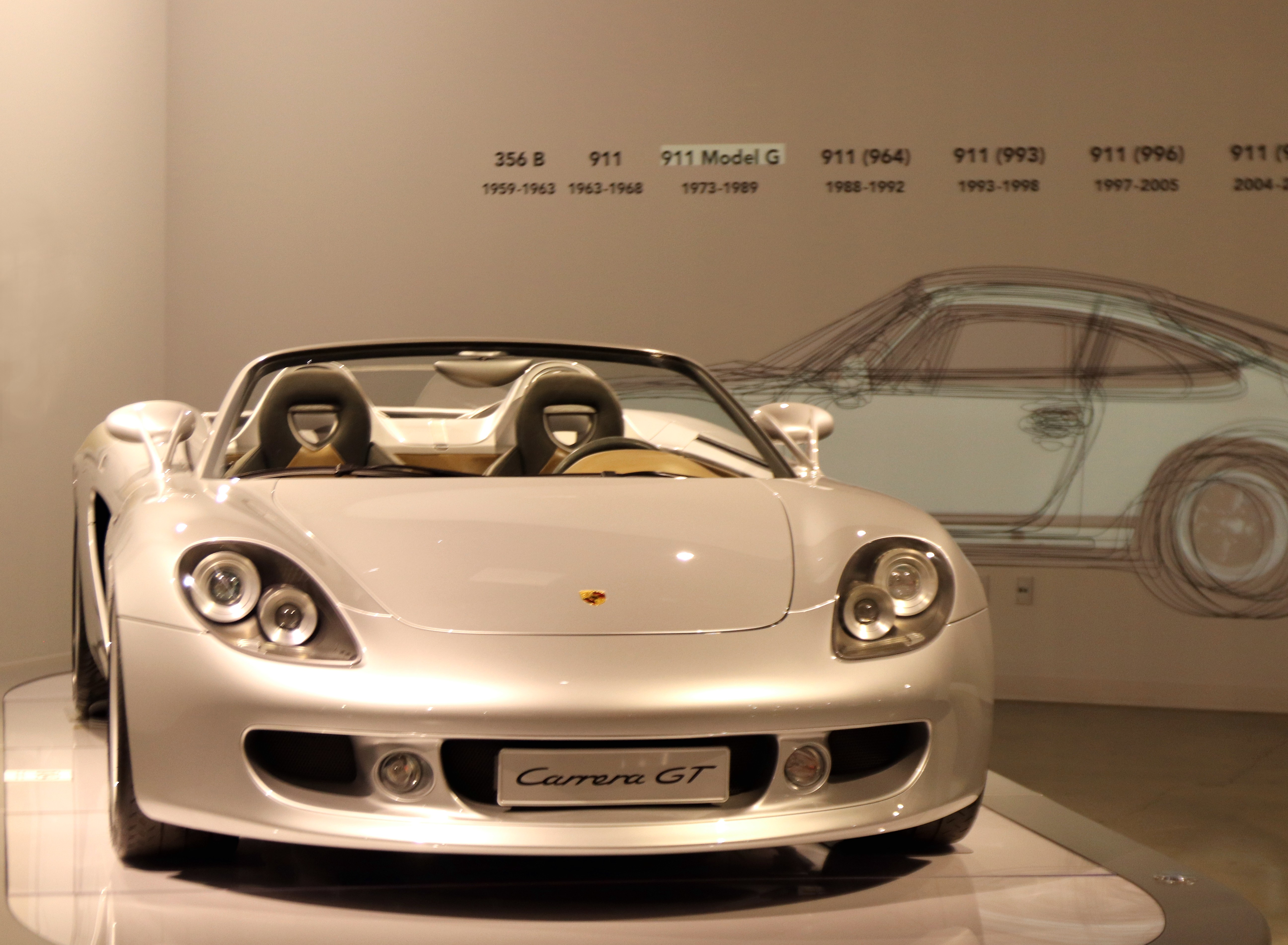
Konzeptfahrzeug des Porsche Carrera GT von 2000

Das Petersen Automotive Museum ist ein Automuseum, das sich am Wilshire Boulevard in Los Angeles im US-Bundesstaat Kalifornien befindet. Robert E. Petersen und seine Ehefrau Margie erwarben ein 1962 erbautes, ehemaliges japanisches Einkaufszentrum, gestalteten es neu und eröffneten am 11. Juni 1994 das Petersen Automotive Museum, das nach deren Ableben von der Petersen Automotive Museum Foundation betrieben wird. Das Museum wurde im Jahr 2015 renoviert und erhielt eine moderne Fassade.
Das Petersen Automotive Museum arbeitet als Non-Profit-Organisation.

## Ausstellungsstücke
Im Museum befinden sich 300 Oldtimer-Personenkraftwagen, von denen im Wechsel jeweils 150 Exponate auf einer Fläche von 100.000 Sqft (ca. 9300 m²) ausgestellt werden.

## Exponate (Auswahl)

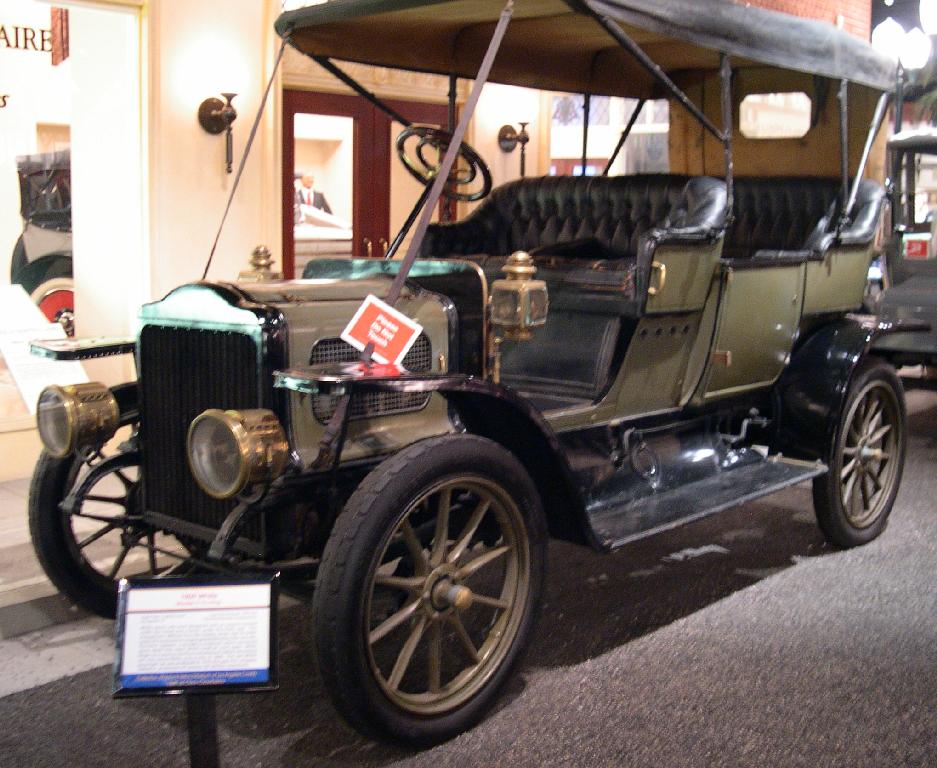
1909 White Model G Touring Dampfwagen
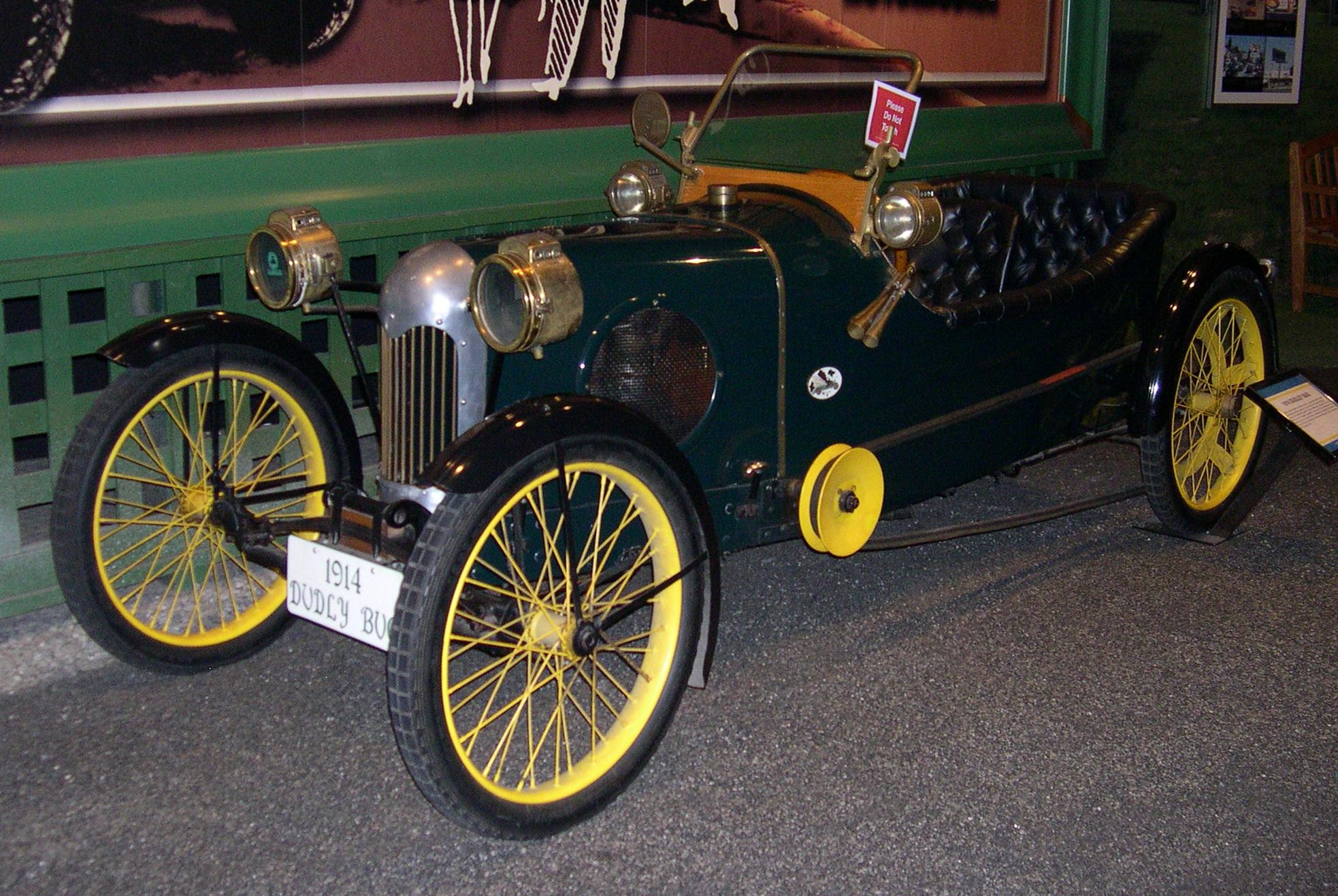
1914 Dudly Bug
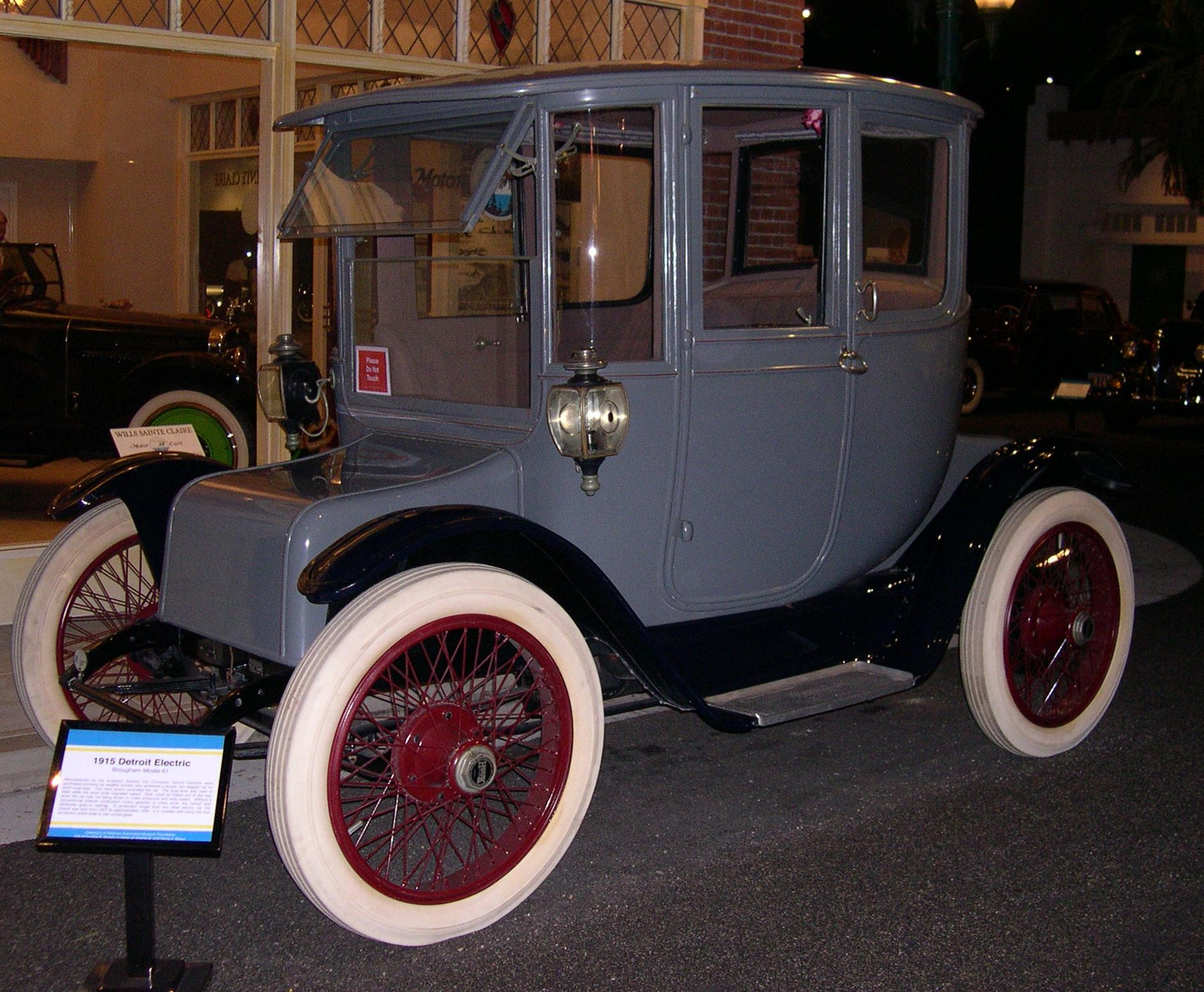
1915 Detroit Electric Brougham
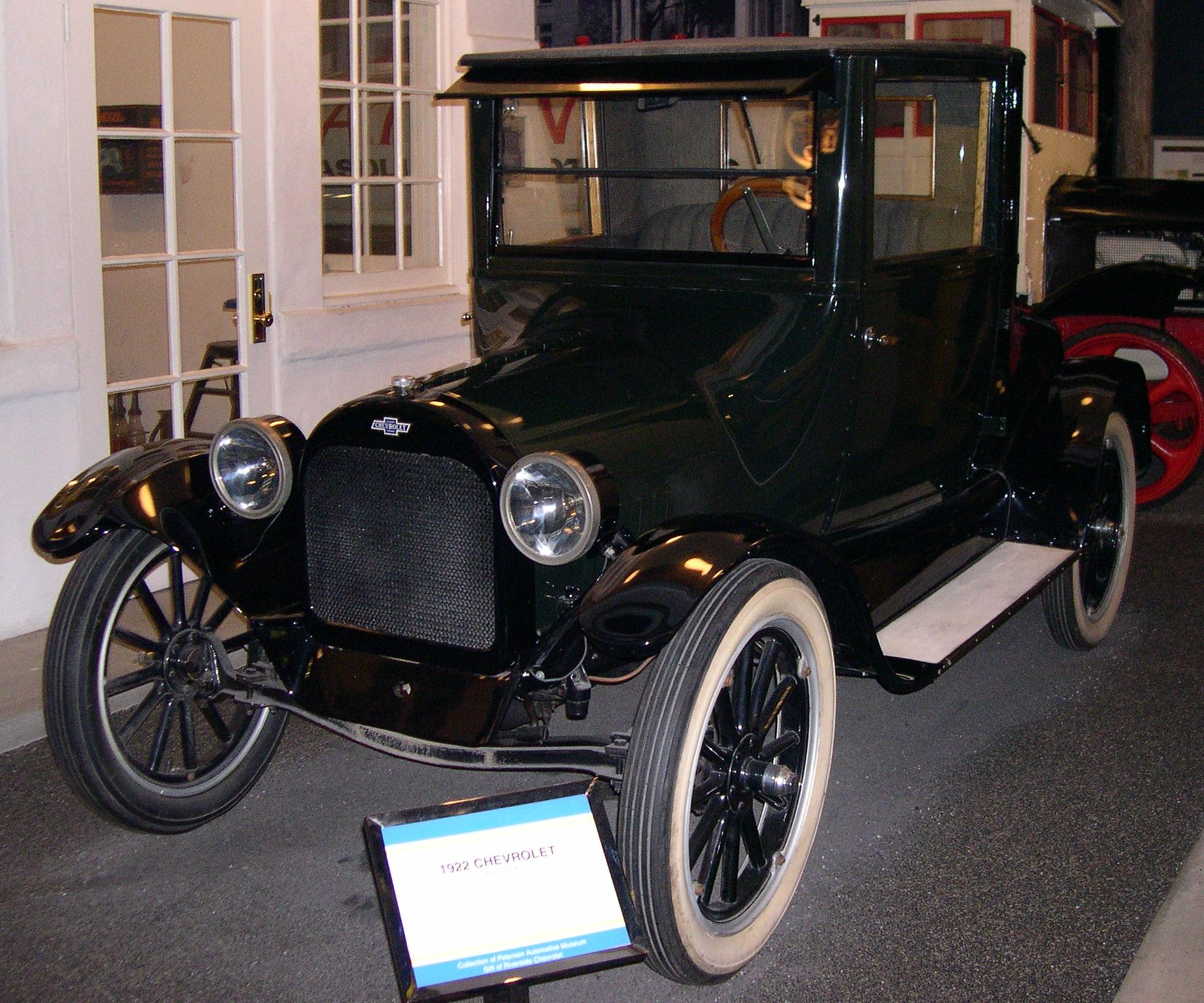
1922 Chevrolet
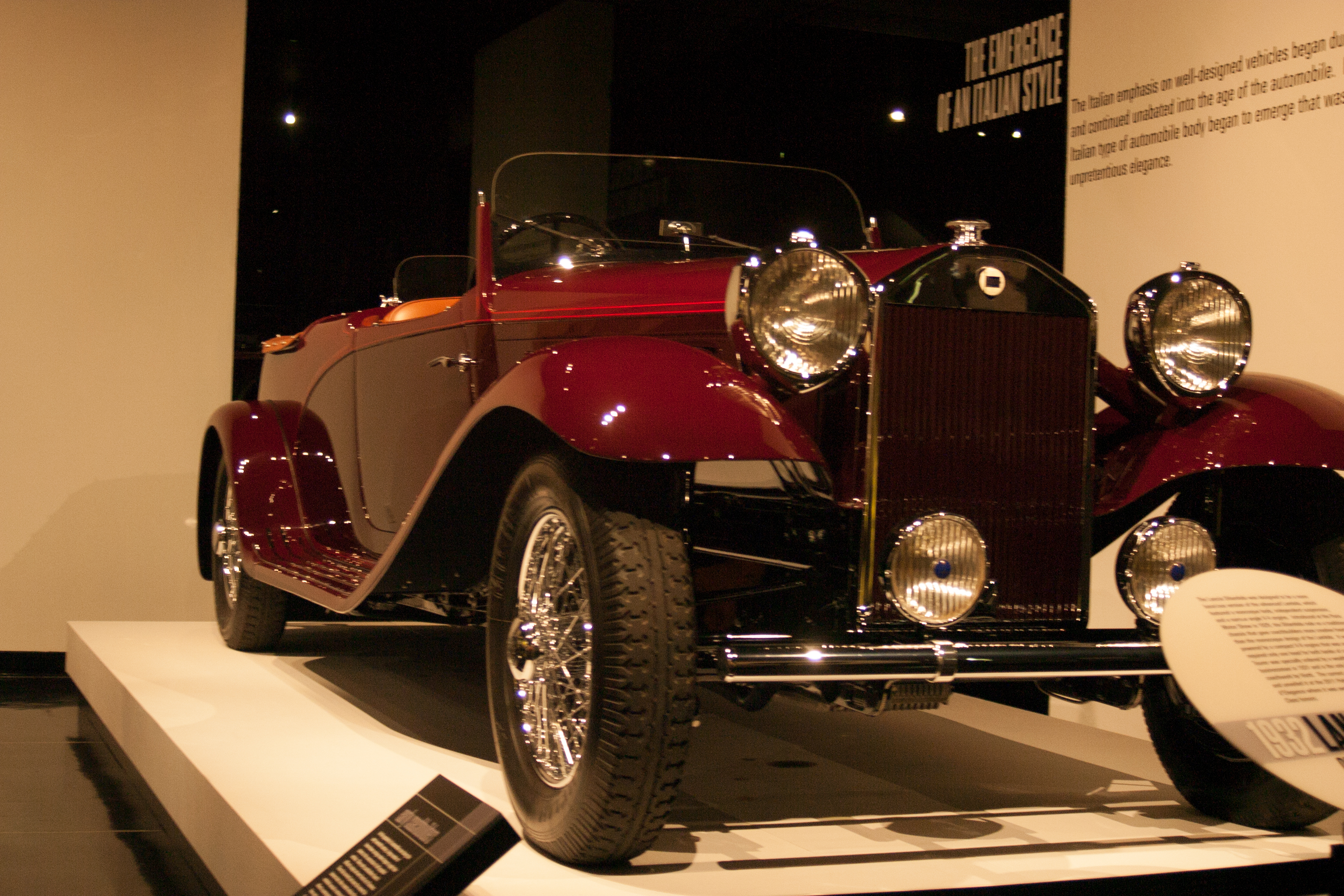
1932 Lancia Dilambda
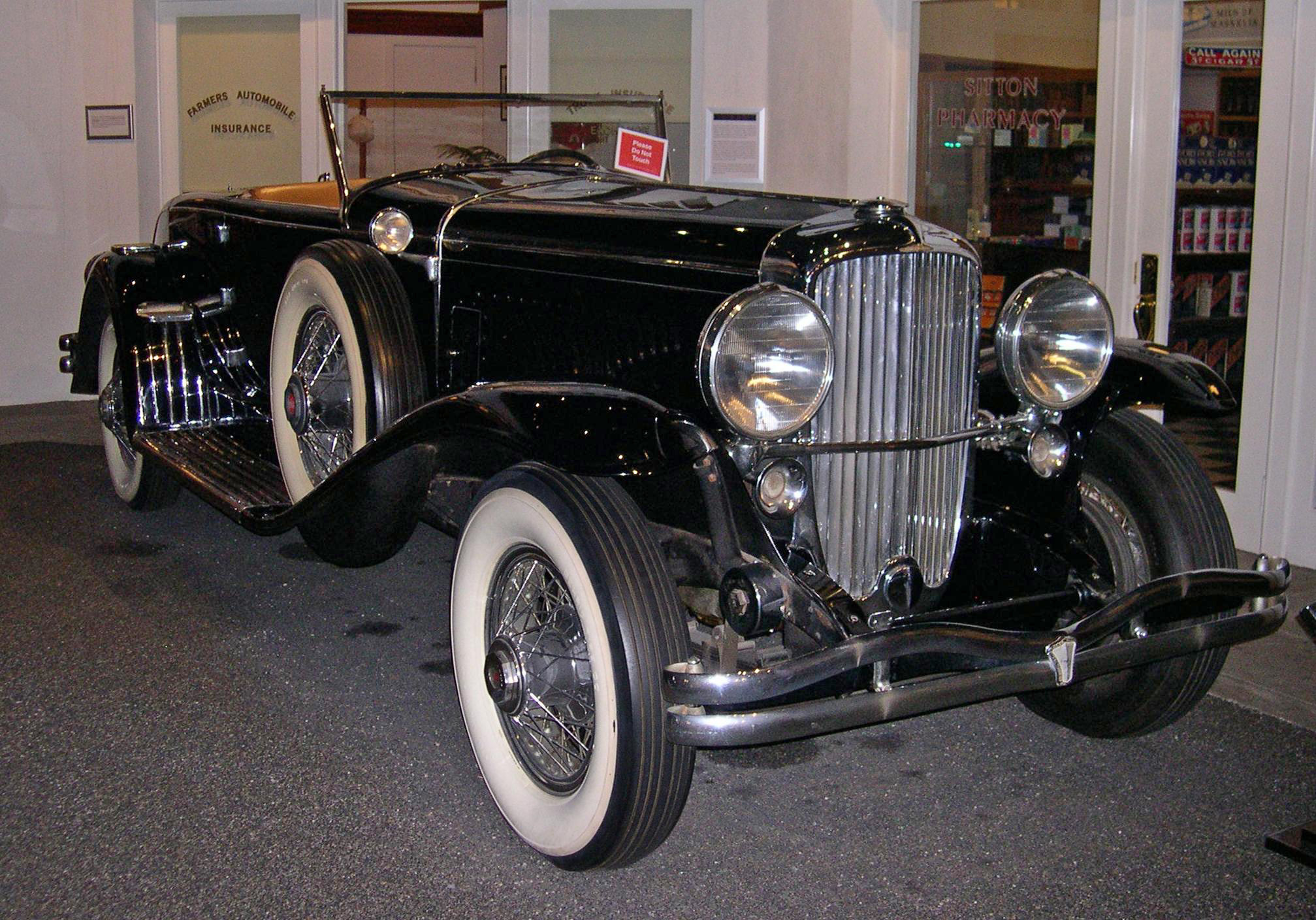
1932 Duesenberg
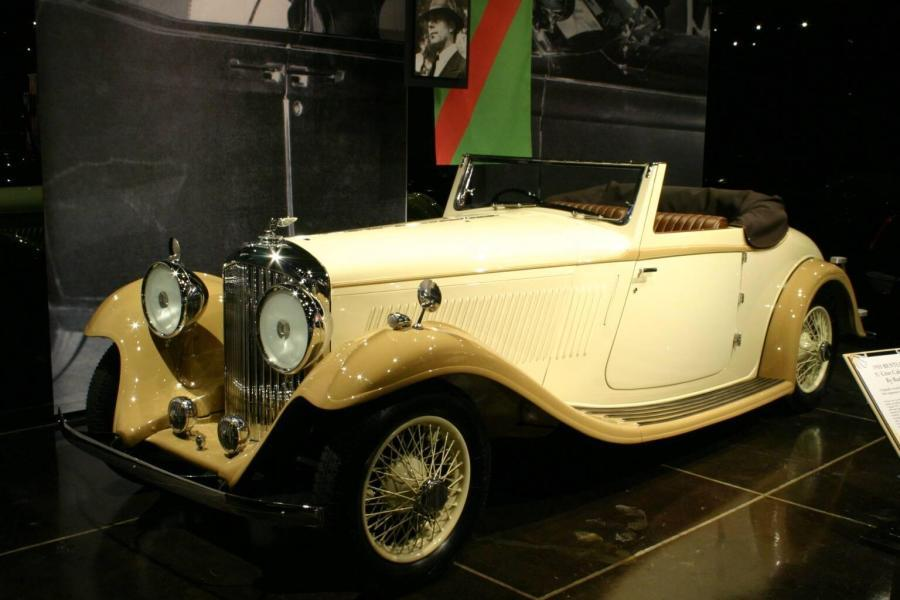
1935 Bentley
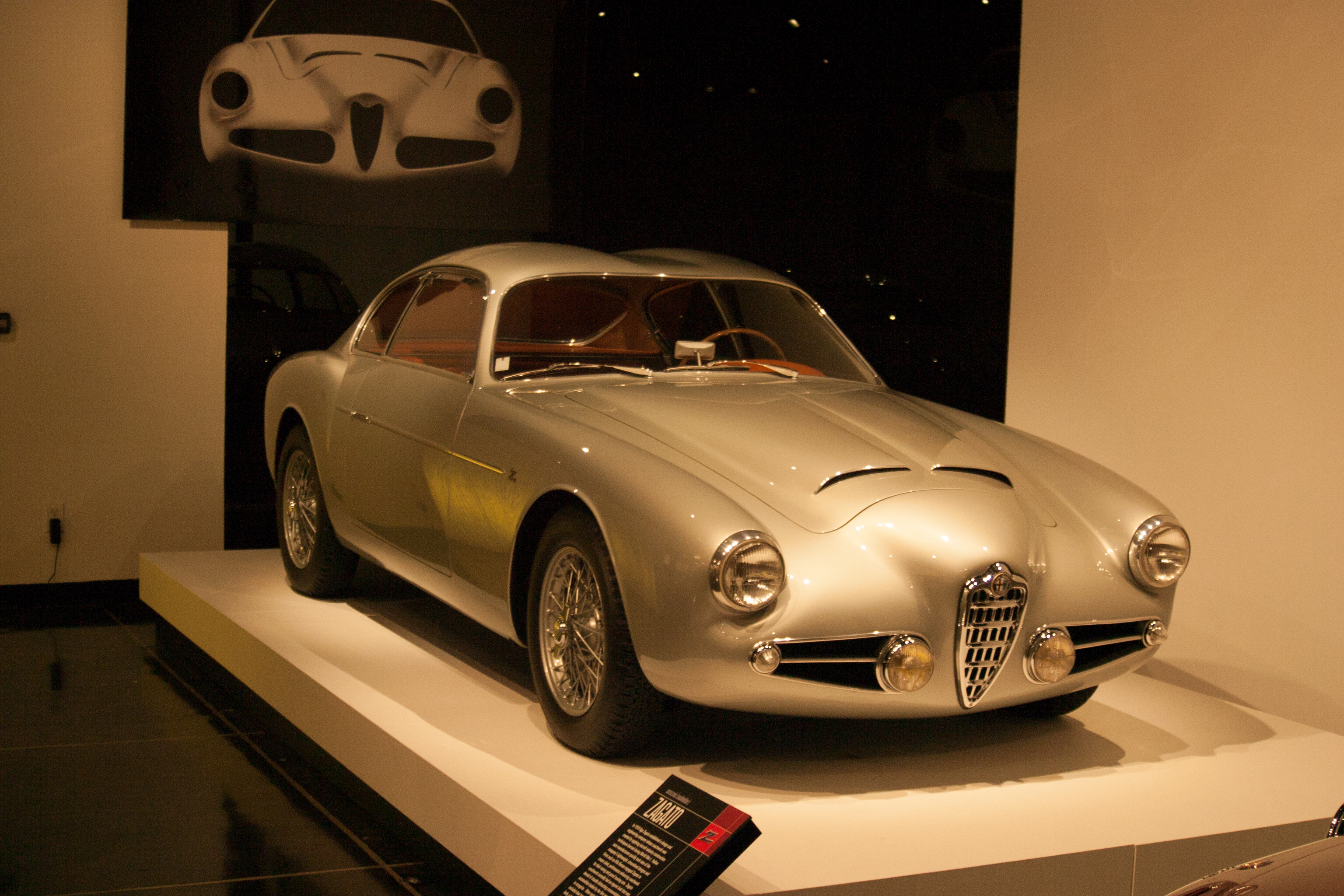
1956 Alfa Romeo
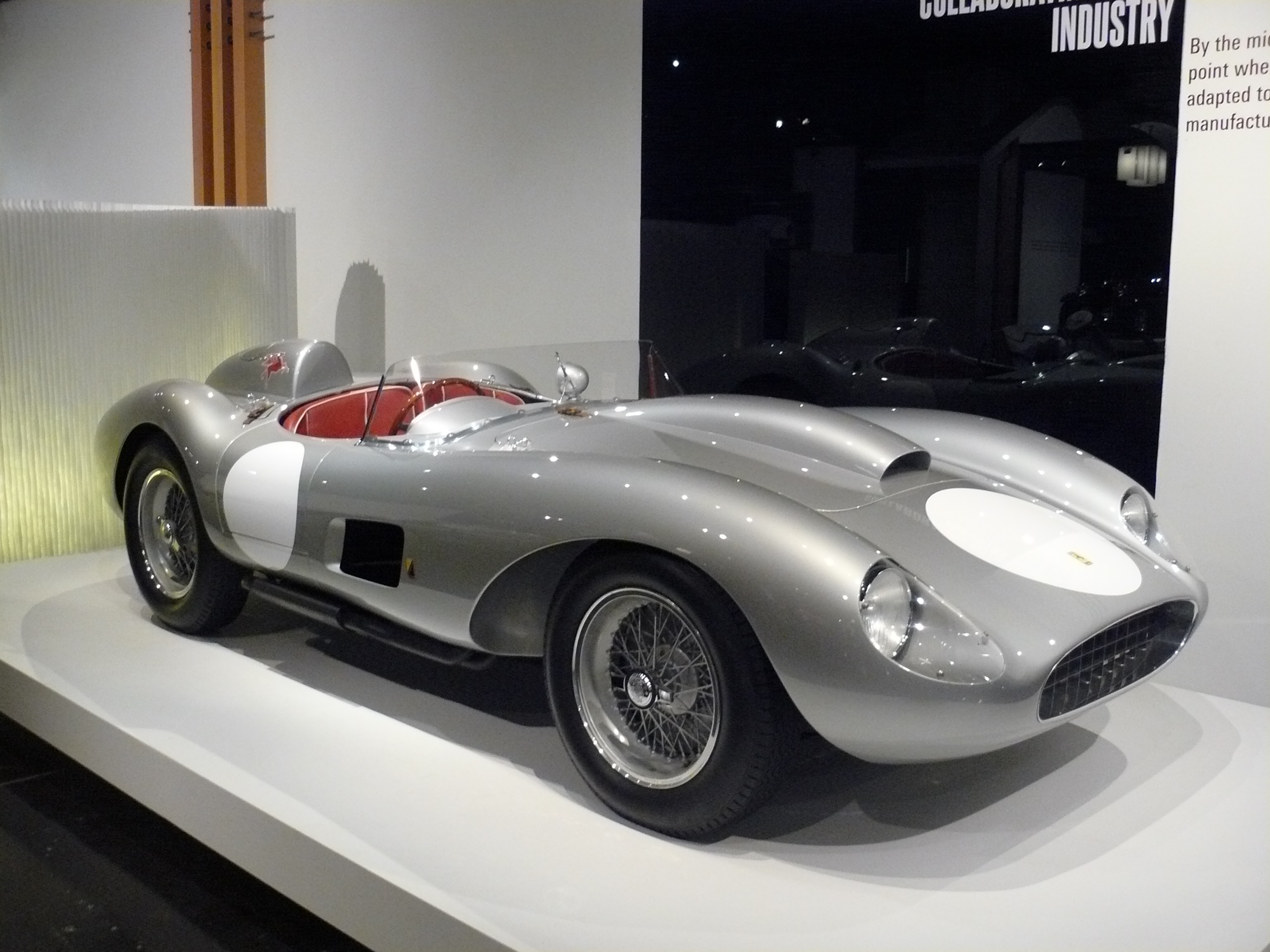
1957 Ferrari 625-250 TRC
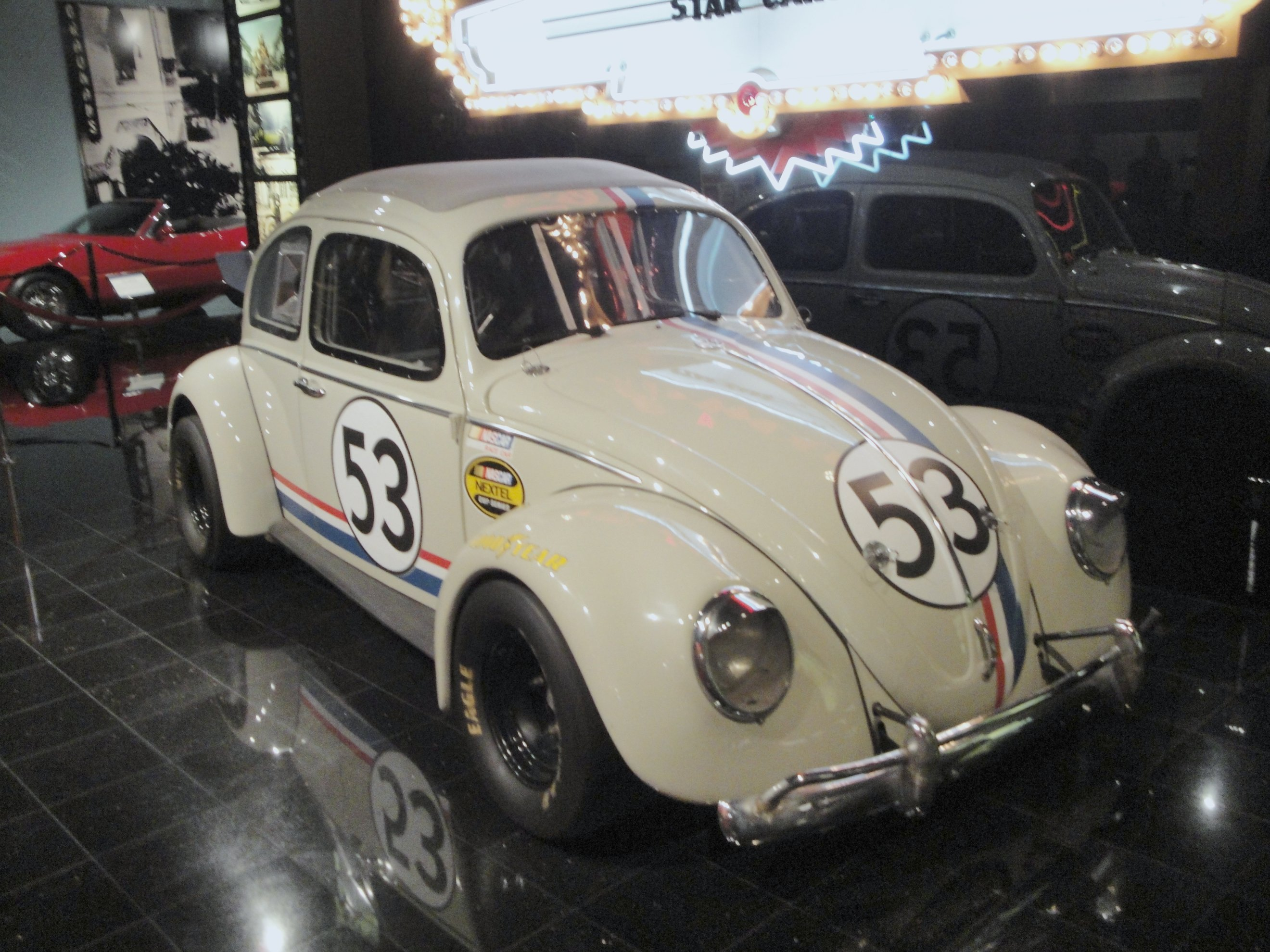
1963 Volkswagen Käfer
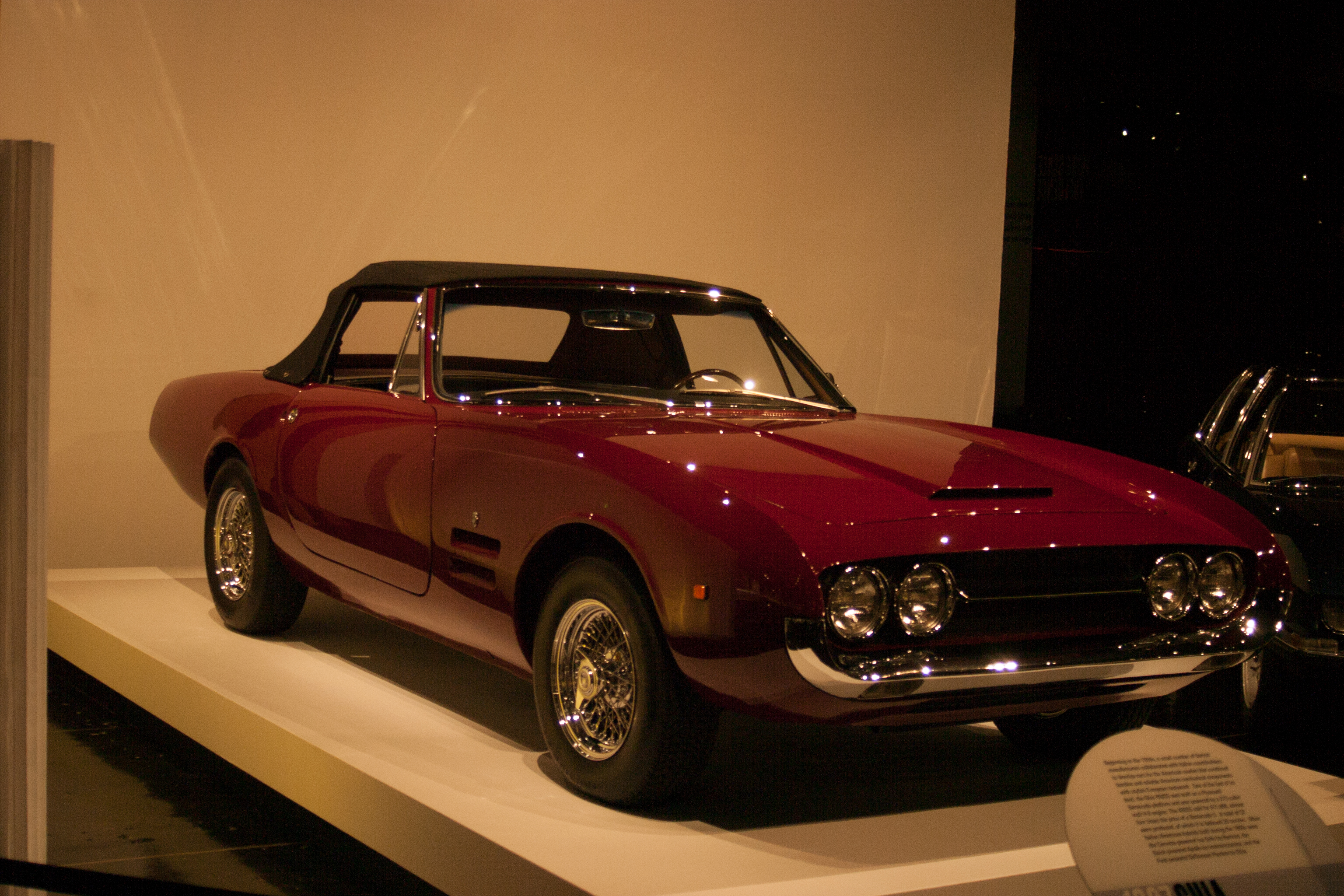
1967 Ghia
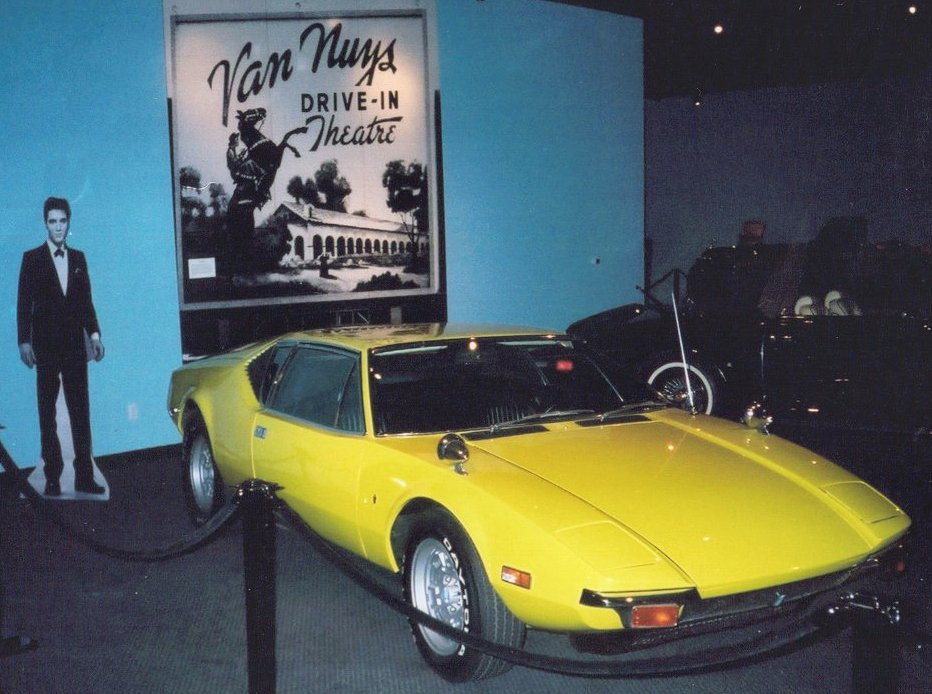
De Tomaso Pantera, 1971 im Besitz von Elvis Presley